# Alexandra Engelhardt
Alexandra Engelhardt (Schifferstadt, 29 de desembre de 1982) és una esportista alemanya que va competir en lluita estil lliure, guanyadora de quatre medalles en el Campionat Europeu de Lluita entre els anys 2003 i 2012.

## Palmarès internacional
| Campionat Europeu | Campionat Europeu   | Campionat Europeu | Campionat Europeu |
| Any               | Lloc                | Medalla           | Categoria         |
| ----------------- | ------------------- | ----------------- | ----------------- |
| 2003              | Riga ( Letònia)     | 3                 | Lliure 51 kg      |
| 2006              | Moscou ( Rússia)    | 2                 | Lliure 51 kg      |
| 2010              | Bakú ( Azerbaidjan) | 3                 | Lliure 51 kg      |
| 2012              | Belgrad ( Sèrbia)   | 3                 | Lliure 51 kg      |